# Hendrik Waalkens sr.
Hendrik Waalkens sr. (Blijham, 24 maart 1841 - Groningen, 2 november 1920) was een Nederlandse burgemeester.

## Leven en werk
Waalkens was een zoon van de landbouwer Albert Waalkens en Remke Harms Evers. Waalkens was een telg uit een geslacht van herenboeren, waarvan diverse leden tevens bestuurlijke functies vervulden in het Groningse Oldambt. Waalkens werd in 1881 benoemd tot burgemeester van Nieuwolda, een functie die hij 40 jaar bekleedde. Hij overleed in november 1920 op 79-jarige leeftijd te Groningen.
Hij trouwde op 17 mei 1865 te Nieuwolda met de aldaar geboren Aaltje Hermans, dochter van de landbouwer Harm Pieters Hermans en Geesijn Pieters Tonkes. Zijn zoon Harm Pieter Herman was burgemeester van Wedde en zijn gelijknamige kleinzoon Hendrik was eveneens burgemeester van Wedde en van Vlagtwedde. Een andere zoon, Albert Waalkens (1872-1950), volgde zijn vader op als landbouwer te Nieuwolda.
Waalkens was Ridder in de Orde van Oranje-Nassau.

## De Paardenkeuring op de Grote Markt op de 28ste augustus
Waalkens was voorzitter van de Provinciale Vereniging ter bevordering van de paardenfokkerij en van het Provinciaal Groninger Paardenstamboek. Hij staat afgebeeld op de het schilderij van Otto Eerelman "De Paardenkeuring". Het schilderij dateert uit maart 1920, een half jaar voor het overlijden van Waalkens.